# とむ&じぇりー
とむ&じぇりーは、鹿児島県を拠点とし、主に九州で活動する二人組音楽ユニット。
ライブ、CM、熱唱オンエアバトルにて活動。ボーカルの朱音とギターのSORAの年の差は36歳も離れており、たまに親子と間違われていた。ボーカルの朱音は楽曲を2年半で49曲作った。2008年のSORA急逝により、とむ&じぇりー朱音・AKANE、2012年10月31日より朱音+としてソロ活動を行っている。

## メンバー
- 朱音（ボーカル）
- SORA（ギター）※2008年1月29日　急逝。※生前はとむ&じぇりーで活動していた。

## 熱唱オンエアバトルの結果
| オンエア？                                    | 放送                                          | 重量（KB） | 順位   | 曲名             |
| --------------------------------------------- | --------------------------------------------- | ---------- | ------ | ---------------- |
| オンエア                                      | 17                                            | 461KB      | 2/10位 | お気楽バレリーナ |
| オンエア                                      | 23                                            | 477KB      | 1/10位 | D-BREAK          |
| オンエア                                      | 32                                            | 433KB      | 2/10位 | サイダー         |
| オンエア                                      | 44                                            | 441KB      | 3/10位 | はぴばすで       |
| 第2回チャンピオン大会 セミファイナルBブロック | 第2回チャンピオン大会 セミファイナルBブロック | 425KB      | 5/11位 | 水玉ウォッチ     |
| 第2回チャンピオン大会 ファイナル              | 第2回チャンピオン大会 ファイナル              | 842KB      | 4/10位 | 神様が云った事。 |

## ディスコグラフィ
CD
- 2003.7　　ミニアルバム「change one's mind」（販売終了）
- 2004.5　　ミニアルバム「MAHARIKU☆MAHARITA」
- 2004.9　　アルバム「insomnia・versus～」
- 2005.3　　ミニアルバム「お気楽バレリーナ」
- 2005.12 　アルバム「D-BREAK」
- 2006.5　　ベスト盤「CMベスト8」
- 2006.6　　タイアップCD「Let's 歯みがき」
- 2006.7　　ミニアルバム「たとえば黄色い月の夜」
- 2007.3　　アルバム「9th」
- 2008.8　　CD「Jokerrr」
- 2012.7　　CD「Mirror mirror on the Wall」

その他
- 「そのスタイル」（AKANE）

## 活動・受賞歴
- 2004年　「第2回プレス9九州沖縄音楽祭」グランプリ「プレス9大賞」
- 2005年　　愛知万博「愛・地球博」出演
- 2006年　「ABCマート・サマーキャンペーン」CMソング歌唱
- 2007年　「ワールドインディーズフェスティバル」ファイナル出場
- 2008年  映画「ちいさな恋のものがたり」挿入歌【たとえば黄色い月の夜】起用